# Liste der Baudenkmäler in Frauenthal (Erftstadt)
Die Liste der Baudenkmäler in Frauenthal (Erftstadt) enthält die denkmalgeschützten Bauwerke auf dem Gebiet von Erftstadt-Frauenthal in Nordrhein-Westfalen (Stand: Juni 2024). Diese Baudenkmäler sind in der Denkmalliste der Stadt Erftstadt eingetragen; Grundlage für die Aufnahme ist das Denkmalschutzgesetz Nordrhein-Westfalen (DSchG NRW).

## Baudenkmäler
Die Liste der Baudenkmäler enthält Sakralbauten, Wohn- und Fachwerkhäuser, historische Gutshöfe und Adelsbauten, Industrieanlagen, Wegekreuze und andere Kleindenkmäler sowie Grabmale und Grabstätten, die eine besondere Bedeutung für die Geschichte Erftstadts haben.
Hinweis: Die Reihenfolge der Denkmäler in dieser Liste entspricht der offiziellen Liste und ist nach Bezeichnung, Ortsteilen und Straßen sortierbar.
| Bild                     | Bezeichnung                             | Lage                   | Beschreibung | Bauzeit          | Eingetragen seit | Denkmal- nummer |
| ------------------------ | --------------------------------------- | ---------------------- | --- | ---------------- | ---------------- | --------------- |
| weitere Bilder           | Marienkapelle eines ehemaligen Klosters | Münchweg 3             | Die Kapelle ist ein einfacher Saalbau mit fünf Fensterachsen und einem 3/8 Chor. Das hohe Eingangsportal im Westgiebel wird überragt von einem Dachreiter, in dem drei Glocken hängen. An den Westgiebel schließt sich das ehemalige von den Eheleuten Münch gestiftete Krankenhaus, ein zweigeschossiger dreiflügeliger Bau, an. | 13. Jh., 1860/61 | 12.08.1982       | 035             |
| Missionskreuz            | Missionskreuz                           | Münchweg 3             | Auf einem gestuften Sockel steht ein Schaft mit Inschrift, darauf ist ein Kreuz mit einem überlebensgroßen Corpus errichtet. Die Inschrift lautet: „Im Kreuz ist Heil! Zur Ehre Gottes errichtet von den Eheleuten Adolph Münch und Helena geb. Offermann im Jahre 1862“ Das Kreuz diente mehrfach als Missionskreuz. Auf dem senkrechten Kreuzbalken steht am unteren Ende: Mission 1913, darunter über der Inschrift von 1862 „Rette Deine Seele“ Unter der ursprünglichen Datierung: Mission: 1921 und 1928. | 1862             | 02.04.1990       | 133             |
| Ehemaliges Dienstgebäude | Ehemaliges Dienstgebäude                | Carl-Schurz-Straße 181 | Das ehemalige Bahnhofsgebäude wurde für die Station Liblar-Frauenthal der Kleinbahn Euskirchen Liblar erbaut. | 1894/95          | 21.05.1995       | 229             |

## Belege
1. ↑  Denkmalliste der Stadt Erftstadt, übermittelt durch die Untere Denkmalbehörde Erftstadt